# Mlátička

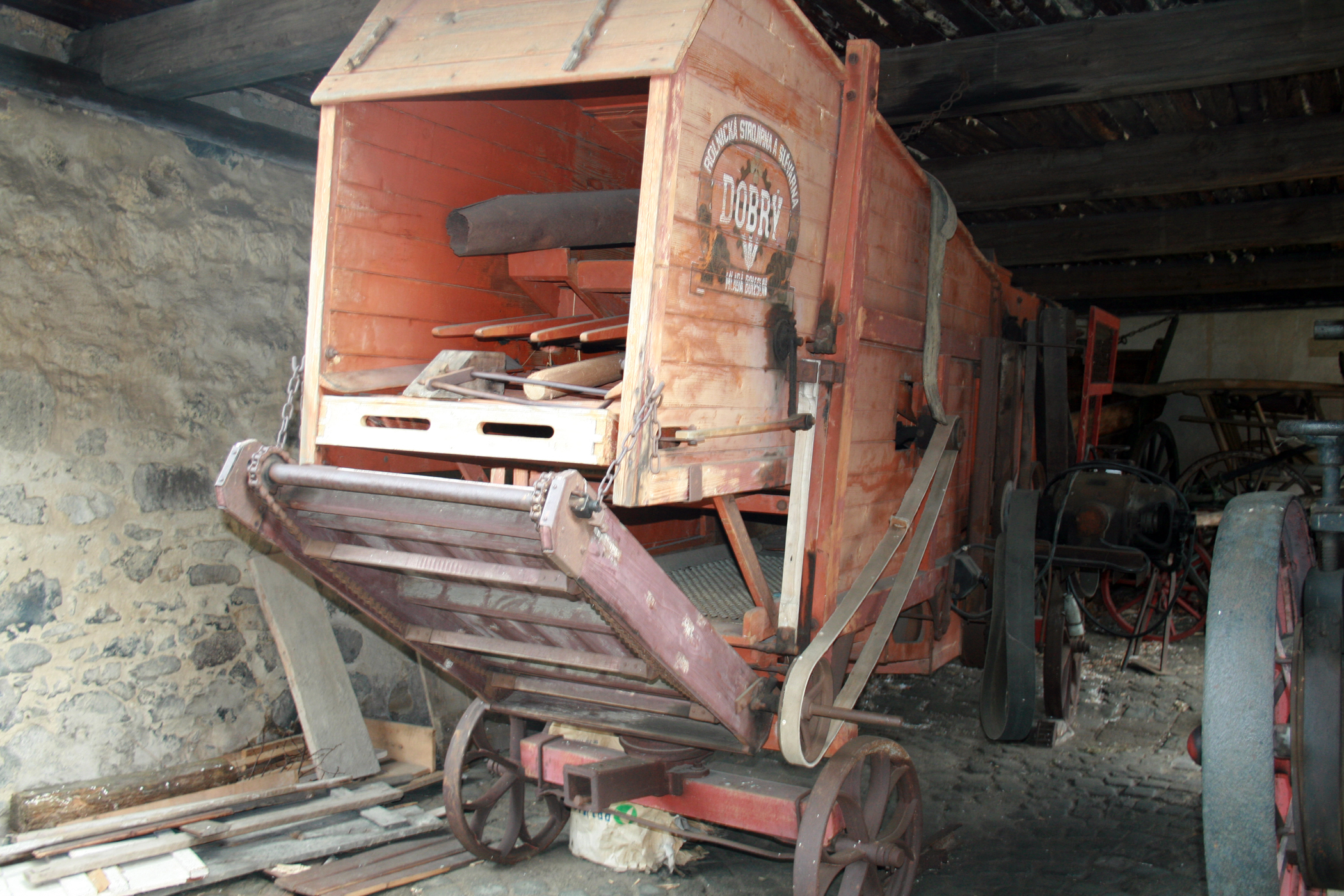
Stará mlátička obilí

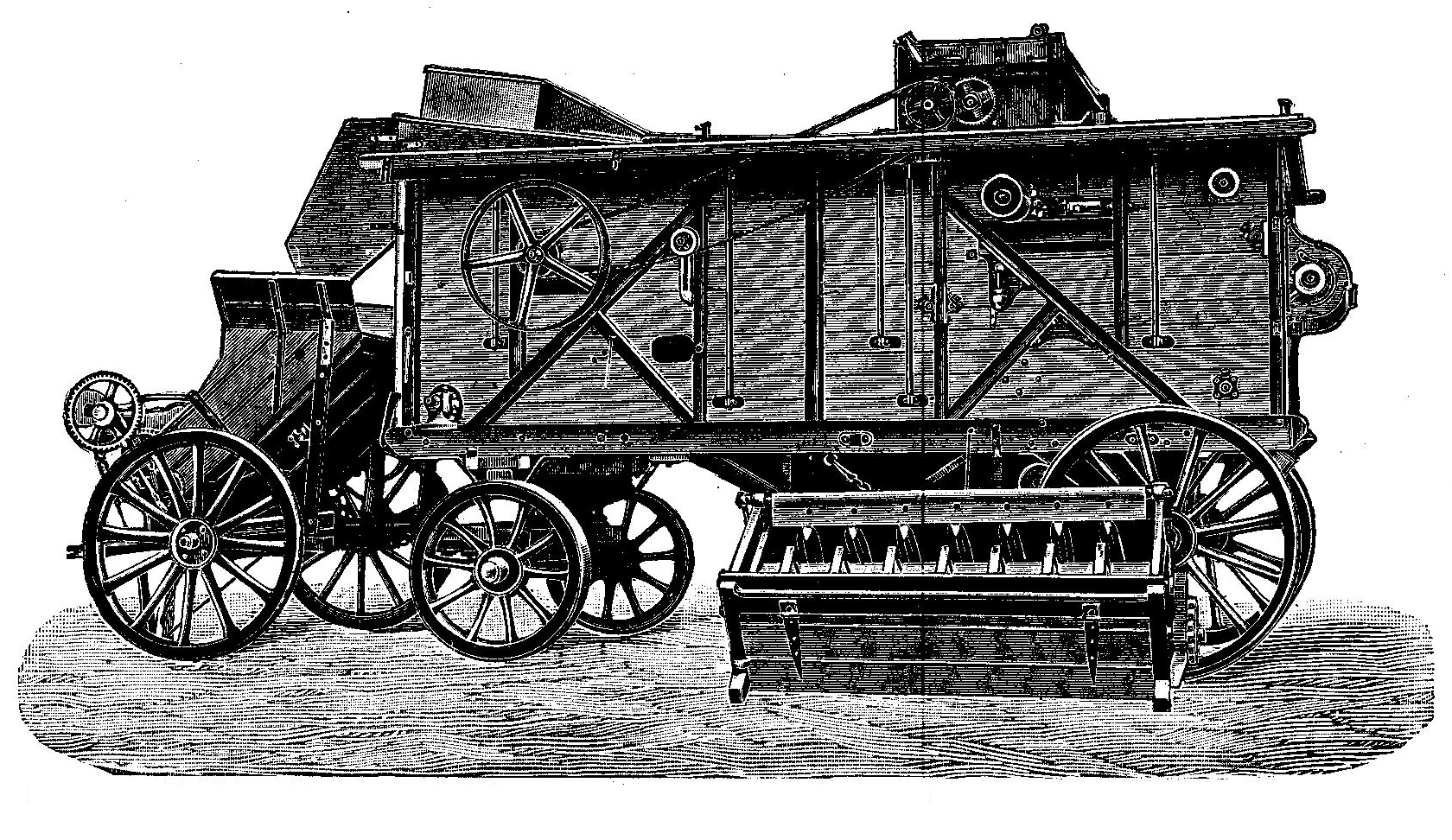
Moderní mlátičky počátkem 20. století. rok 1902

Mlátička je zemědělský stroj, kterým se odděluje zrno od stonků obilí a plev. V 19. století postupně nahradila mlácení obilí cepy. Původně to byl samostatný stabilní stroj, v současnosti je součástí obilního kombajnu, což je sklízecí mlátička.

## Charakteristika mlátiček
Stabilní mlátička se skládá z několika částí. Sama je vestavěna do rámu, který slouží zároveň i jako kryt.
Na vstupu je umístěný válec opatřený dlouhými hřeby, který se pohybuje v komoře se stejnými hřeby postavenými proti hřebům na válci. Do válce vstupuje sklizené obilí (sláma i s klasy se zrním). Zde proběhne první mechanické narušení klasů.
Po průchodu válcem dopadne sláma na pohyblivé rošty, přes něž je nadhazováním posouvána k výstupu z mlátičky. Při tom jsou z klasů vyklepány plevy a zrní. Sláma na konci z mlátičky buď přímo vypadne nebo pokračuje do vázacího stroje.
Zrní s plevami, které propadne pohyblivými rošty, projde ještě přes síta, jež oddělí část plev. Úplné oddělení zrna od plev proběhne proudem vzduchu (zrno má výrazně vyšší specifickou hmotnost). Fukar byl u starších typů (do poloviny 20. století) samostatným strojem, u pozdějších sklízecích mlátiček (obilní kombajn) je součástí vnitřního zařízení.
Pohon mlátiček zajišťovaly pomocí transmisí mobilní parní stroje resp. lokomobily, stabilní spalovací motory nebo elektromotory.

## Výroba mlátiček
Koncem 19. století se začaly mlátičky vyrábět v průmyslových podnicích. Jedním z jejich význačných výrobců v Rakousku Uhersku byla například firma Suchý, Jouza a Čáp v Chrástu u Plzně. Její běžné mlátičky měly denní výkon 50 až 80 q, špičkové pak dosahovaly výkonu až 170 q za den. Zpravidla byla v obcí zakupována jedna mlátička, a ta byla propůjčována dalších sedlákům a z nájemného pak byl spláceny prostředky nutné pro její koupi.